# 능양항
능양항(Neungyang Fishing Port)은 경상남도 통영시 사량면 양지리에 위치한 어항이다. 1971년 12월 21일 국가어항으로 지정되었다. 관리청은 해양수산부 동해어업관리단, 시설관리자는 통영시장이다. 1981년 기본시설에 대한 계획을 수립한 후 1987년 기본시설을 완공했다.

## 어항구역
본 항의 어항구역은 다음과 같다.
- 수역[2]
  - 북방파제 기부에서 S65°E방향으로 264m이동한 지점에서 S47°W방향으로 육지부와 연결하는 선을 따라 형성된 공유수면
- 육역[3]
  - 경상남도 통영시 사량면 양지리 183-1 외 10필지(상세내역은 생략)